# Greatest Hits (альбом The Offspring)
Greatest Hits — збірка американського панк-рок гурта The Offspring, видана 20 червня 2005 року у Європі та Великій Британії і 21 червня того ж року у США. До платівки увійшли хіт-сингли з п'яти попередніх альбомів гурту та дві пісні які раніше не видавались — Can't Repeat та Next to You (остання є кавер версію на пісню гурту The Police і є схована ним треком у кінці платівки). У перший тиждень після релізу, продажі альбому склали 70 000 копій, що дозволило альбому досягнути восьмого місця у чарті Billboard 200. Альбом отримав «золотий статус» з даними RIAA.
Пісня Can't Repeat була представлена як сингл і досягла дев'ятого місця у чарті Modern Rock Tracks та десятого у Mainstream Rock Tracks. Next to You була представлена як радіосингл і досягла 29 місця у Mainstream Rock Tracks. Через місяць після виходу платівку була представлена відео-збірка Complete Music Video Collection. До неї увійшли всі 14 пісень з Greatest Hits за винятком Next to You, через те, що до цієї пісні не було зняте відео та ще 3 додаткові треки — The Meaning of Life та I Choose з Ixnay on the Hombre, та She's Got Issues з альбому Americana.

## Список треків
Автор музики The Offspring, крім випадків де зазначено інше. 
| #   | Назва | З альбому                               | Тривалість |
| --- | --- | --------------------------------------- | ---------- |
| 1.  | «Can't Repeat»                                                                                                | раніше не видавалась                    | 3:24       |
| 2.  | «Come Out and Play (Keep 'Em Separated)»                                                                      | Smash, 1994                             | 3:17       |
| 3.  | «Self Esteem»                                                                                                 | Smash, 1994                             | 4:17       |
| 4.  | «Gotta Get Away»                                                                                              | Smash, 1994                             | 3:51       |
| 5.  | «All I Want»                                                                                                  | Ixnay on the Hombre, 1997               | 1:54       |
| 6.  | «Gone Away»                                                                                                   | Ixnay on the Hombre, 1997               | 4:27       |
| 7.  | «Pretty Fly (for a White Guy)» (містить частину з пісні Rock of Ages гурту Def Leppard)                       | Americana, 1998                         | 3:08       |
| 8.  | «Why Don't You Get a Job?»                                                                                    | Americana, 1998                         | 2:49       |
| 9.  | «The Kids Aren't Alright»                                                                                     | Americana, 1998                         | 3:00       |
| 10. | «Original Prankster» (за участю Redman;)                                                                      | Conspiracy of One, 2000                 | 3:41       |
| 11. | «Want You Bad»                                                                                                | Conspiracy of One, 2000                 | 3:22       |
| 12. | «Defy You» | саундтрек до фільму Країна чудіїв, 2001 | 3:48       |
| 13. | «Hit That» | Splinter, 2003                          | 2:48       |
| 14. | «(Can't Get My) Head Around You" Next to You» (прихований трек; написана Стінгом, виконана гуртом The Police) | Splinter, 2003 раніше не видавалась     | 5:57       |

### Бонус-треки у міжнародних версіях
| Австралійська версія | Австралійська версія   | Австралійська версія | Австралійська версія |
| #                    | Назва                  | From                 | Тривалість           |
| -------------------- | ---------------------- | -------------------- | -------------------- |
| 15.                  | «Spare Me the Details» | Splinter, 2003       | 3:24                 |

| Японська версія | Японська версія | Японська версія | Японська версія |
| #               | Назва           | From            | Тривалість      |
| --------------- | --------------- | --------------- | --------------- |
| 15.             | «Da Hui»        | Splinter, 2003  | 1:42            |

| Європейська та Південноамериканська версія | Європейська та Південноамериканська версія     | Європейська та Південноамериканська версія | Європейська та Південноамериканська версія |
| #                                          | Назва                                          | From                                       | Тривалість                                 |
| ------------------------------------------ | ---------------------------------------------- | ------------------------------------------ | ------------------------------------------ |
| 15.                                        | «The Kids Aren't Alright» (The Wiseguys remix) | "She's Got Issues", 1999                   | 4:56                                       |

## Продажі та позиції у чартах
| Чарт (2005)              | Найвища позиція | Сертифікат | Продажі   |
| ------------------------ | --------------- | ---------- | --------- |
| U.S. Billboard 200       | 8               | Золото     | 983,000+  |
| Australian Albums Chart  | 2               | Платина    | 70,000+   |
| Austrian Albums Chart    | 6               | Золото     | 10,000+   |
| Canadian Albums Chart    | 6               | Платина    | 100,000+  |
| Japanese Albums Chart    | 1               | Платина    | 572,606+  |
| Finland Albums Chart     | 1               | Платина    | 32,101+   |
| Irish Charts             | 2               | Платина    | 15,000+   |
| New Zealand Albums Chart | 1               | 2x Платина | 30,000+   |
| Swiss Albums Chart       | 5               | Платина    | 40,000+   |
| UK Albums Chart          | 14              | Срібло     | 60,000+   |
| Worldwide                | Worldwide       | Worldwide  | 4,500,000 |

## Учасники

### The Offspring
- Декстер Холланд — вокал
- Кевін «Нудлз» Вассерман — гітара
- Грег К. — бас-гітара, бек-вокал
- Рон Уелті — ударні, треки 2-12